# Rhaphuma quadricolor
Rhaphuma quadricolor là một loài bọ cánh cứng trong họ Cerambycidae.